# Ellipinion facetum
Ellipinion facetum is een zeekomkommer uit de familie Elpidiidae.
De wetenschappelijke naam van de soort werd in 1975 gepubliceerd door Hansen.